# John V. Evans
John Victor Evans (* 18. Januar 1925 in Malad City, Oneida County, Idaho; † 8. Juli 2014 in Boise, Idaho) war ein US-amerikanischer Politiker und war von 1977 bis 1987 Gouverneur des Bundesstaates Idaho. Er war Mitglied der Demokratischen Partei.

## Leben
Evans wurde 1952 erstmals in den Senat von Idaho gewählt. 1954 und 1956 gelang ihm die Wiederwahl, wobei er ab 1956 Mehrheitsführer im Senat war. 1960 wurde Evans zum Bürgermeister seiner Geburtsstadt gewählt. Dieses Amt hatte er bis 1966 inne. 1968 kehrte er in den Senat von Idaho zurück und war dort von 1969 bis 1974 Minderheitsführer. 1974 wurde er zum Vizegouverneur gewählt. Als Cecil D. Andrus im Januar 1977 als Gouverneur zurücktrat, um Innenminister der Vereinigten Staaten zu werden, rückte Evans für ihn in das Amt nach. Bei den Wahlen 1978 und 1982 wurde er jeweils bestätigt, wobei er 1982 einen sehr knappen Sieg gegen den späteren Gouverneur Phil Batt davontrug. 1986 verzichtete Evans zu Gunsten von Andrus’ überraschender Rückkehr in die Politik auf eine weitere Wiederwahl und kandidierte stattdessen für den US-Senat, musste sich aber dem Republikaner Steve Symms knapp geschlagen geben. Andrus folgte Evans 1987 auf dem Posten des Gouverneurs nach.
Evans zog sich aus der Politik zurück und wurde 1987 Präsident der D.L. Evans Bank, einem in Idaho beheimateten Kreditinstitut. Zuletzt lebte Evans in Burley. Er starb an den Folgen einer Hüftoperation am 8. Juli 2014 in seinem Zuhause in Boise, Idaho, im Alter von 89 Jahren.